# Paracuellos de la Ribera
Pour les articles homonymes, voir Paracuellos (homonymie).
Paracuellos de a Ribera est une commune d’Espagne, dans la province de Saragosse, communauté autonome d'Aragon comarque de Comunidad de Calatayud.